# Crepidacantha bracebridgei
Crepidacantha bracebridgei är en mossdjursart som beskrevs av Brown 1954. Crepidacantha bracebridgei ingår i släktet Crepidacantha och familjen Crepidacanthidae. Inga underarter finns listade i Catalogue of Life.